# Detecção e notificação de mudança
A detecção e notificação de mudanças, do inglês change detection and notification (CDN), refere-se à detecção automática de alterações feitas nas páginas da World Wide Web e a notificação aos usuários interessados, por e-mail ou outros meios. Enquanto os mecanismos de pesquisa são projetados para localizar páginas da web, os sistemas CDN são projetados para monitorar as alterações nas páginas da web. Antes da detecção e notificação de alterações, era necessário que os usuários verificassem manualmente as alterações na página da web, revisitando sites ou pesquisando novamente, periodicamente. A detecção e notificação de alterações eficientes e eficazes são prejudicadas pelo fato de que a maioria dos servidores não rastreia com precisão as alterações de conteúdo por meio dos cabeçalhos Last-Modified ou ETag. Uma análise abrangente sobre os sistemas CDN pode ser encontrada.

## História
Em 1996, a NetMind desenvolveu a primeira ferramenta de detecção e notificação de alterações, conhecida como Mind-it, que funcionou por seis anos. Isso gerou novos serviços, como ChangeDetection (1999), ChangeDetect (2002), Google Alerts (2003) e Versionista (2007), que foi usado pela campanha presidencial de John McCain em 2008, na disputa pelas eleições presidenciais dos Estados Unidos em 2008. Historicamente, o polling de mudanças era feito por um servidor que enviava notificações por e-mail ou por um programa de desktop que alertava o usuário, de forma audível, sobre uma mudança. O alerta de alterações também é possível diretamente para dispositivos móveis e por meio de notificações push, webhooks e callbacks HTTP para integração de aplicativos.
As opções de monitoramento variam de acordo com o serviço ou produto e vão desde o monitoramento de uma única página da web por vez até sites inteiros. O que realmente é monitorado também varia por serviço ou produto com a possibilidade de monitorar textos, links, documentos, scripts, imagens ou capturas de tela.
Com a notável exceção dos pedidos de patente do Google relacionados ao Google Alerts, a atividade de propriedade intelectual por fornecedores de detecção e notificação de alterações é mínima. Nenhum fornecedor conseguiu alavancar direitos exclusivos de detecção de mudança e tecnologia de notificação por meio de patentes ou outros meios legais. Isso resultou em uma sobreposição funcional significativa entre produtos e serviços.

## Abordagens arquiteturais
Os serviços de detecção e notificação de alterações podem ser categorizados pela arquitetura de software que eles usam. Duas abordagens principais podem ser distinguidas:

### Baseado em servidor
Um servidor pesquisa conteúdo, rastreia alterações e registra dados, enviando alertas na forma de notificações por e-mail, webhooks, RSS. Normalmente, um site associado a uma configuração é gerenciado pelo usuário. Alguns serviços também possuem um aplicativo de dispositivo móvel que se conecta a um servidor em nuvem e fornece alertas para o dispositivo móvel.

### Baseado em cliente
Um aplicativo cliente local com uma interface gráfica de usuário pesquisa conteúdo, rastreia alterações e registra dados.